# ضمائم پوست
ضمائم پوست (انگلیسی: Skin appendage) به ساختارهای گفته می‌شود که با پوست مرتبطند و عملکردهای ویژه‌ای مانند انقباض، تنظیم چرب بودن پوست و تنظیم دما را برعهده دارند.
در بدن انسان برخی از ضمائم پوست عبارتند از مو، ماهیچه راست‌کننده مو، غدد چربی پوست، غدد عرق، و ناخن‌ها.